# Hans Pfitzner
Hans Erich Pfitzner (Mosca, 5 maggio 1869 – Salisburgo, 22 maggio 1949) è stato un compositore e direttore d'orchestra tedesco.

## Biografia
Pfitzner era il figlio di un violinista d'orchestra e cominciò in giovane età a prendere lezioni dal padre. La famiglia traslocò a Francoforte sul Meno nel 1872. All'età di 11 anni compose il suo primo pezzo, mentre il primo Lied è del 1884. Dal 1886 al 1890 Pfitzner studiò composizione con Iwan Knorr e pianoforte con James Kwast al conservatorio del Dr. Hoch. Dal 1892 al 1893 studiò al Conservatorio di Coblenza e divenne, nel 1894, Maestro di Cappella Volontario al Teatro di Magonza.
Nel 1895 arrivarono i primi lavori importanti per Pfitzner, l'Opera Der arme Heinrich ("Il misero Enrico") e la "piéce" Das Fest auf Solhaug di Henrik Ibsen.
Nel 1897 si trasferì a Berlino per divenire insegnante al conservatorio Stern'schen. Sposò Mimi Kwast, figlia del suo ex insegnante di pianoforte, l'anno seguente. Il 1903 è un anno importante: nasce suo figlio Paul e diviene Maestro di Cappella al Teatro dell'Ovest di Berlino.
All'opera di Vienna, nel 1905, Gustav Mahler dirige la sua seconda opera Die Rose vom Liebesgarten ("La rosa del giardino dell'amore"). Il secondogenito Peter nacque l'anno seguente, la figlia Agnes nel 1908. In quell'anno la famiglia si trasferì a Strasburgo. Pfitzner è chiamato a dirigere sia il conservatorio che l'orchestra sinfonica della città, la Straßburger Philharmoniker. Nel 1910 diverrà regista e direttore d'orchestra. Nel 1913 viene nominato Professore.
Nel 1920 Hans Pfitzner si distingue nella formulazione di una cospirazione europea e mondiale contro la cultura e la musica tedesca. Pubblica testi che richiamano alla "vecchia" cultura dei grandi maestri tedeschi come Bach e si schiera contro la musica degli afroamericani, il Jazz, responsabile di gettare la società nell'immoralità. Si schiera contro ogni tendenza musicale proveniente dall'oriente, in particolare contro quella ebrea.
Le sue tesi verranno dopo acclamate da Hitler e Goebbels che faranno di lui uno dei musicisti più in vista del Terzo Reich.

## Composizioni
- Opere liriche
  - Der arme Heinrich (1891-93, prima 1895)
  - Die Rose vom Liebesgarten (1897-1900, prima 1901)
  - Das Christ-Elflein op. 20 (1906 al Prinzregententheater di Monaco di Baviera con Elisabeth Rethberg)
  - Palestrina (1912-15, prima 1917)
  - Das Herz op. 39 (1930-31, prima 1931 al Staatsoper Unter den Linden di Berlino ed al Bayerische Staatsoper diretta da Hans Knappertsbusch con Julius Patzak)
- Musiche di scena
  - Das Fest auf Solhaug (1889-90)
  - Das Käthchen von Heilbronn op. 17 (1905)
  - Gesang der Barden per Die Hermannsschlacht (1906)
- Composizioni per orchestra
  - Scherzo in do minore (1887)
  - Concerto per violoncello in la minore (1888)
  - Concerto per pianoforte in Mi bemolle maggiore op. 31 (1922)
  - Concerto per violino in si minore op. 34 (1923)
  - Sinfonia in do diesis minoreop. 36a (1932, arrangiamento del quartetto per archi op. 36)
  - Concerto per violoncello in Sol maggiore op. 42 (1935)
  - Duo per violino, violoncello e piccola orchestra op. 43 (1937)
  - Piccola sinfonia in Sol maggiore op. 44 (1939)
  - Elegie und Reigen op. 45 (1940)
  - Sinfonia in Do maggiore op. 46 (1940)
  - Concerto per violoncello in la minore op. 52 (1944)
  - Krakauer Begrüßung op. 54 (1944)
  - Fantasia op. 56 (1947)
- Musica da camera
  - Trio per pianoforte e archi in Si bemolle maggiore (1886)
  - Quartetto per archi n.1 in re minore (1886)
  - Sonata per violoncello e pianoforte in fa diesis minore op. 1 (1890)
  - Trio per pianoforte e archi in Fa maggiore op. 8 (1896)
  - Quartetto per archi n.2 in Re maggiore op. 13 (1902-03)
  - Quintetto per pianoforte e archi in Do maggiore op. 23 (1908)
  - Sonata per violino e pianoforte in mi minore p. 27 (1918)
  - Quartetto per archi n.3 in do diesis minore op. 36 (1925)
  - Quartetto per archi n.4 in do minore op. 50 (1942)
  - Unorthographisches Fugato per quartetto d'archi (1943)
  - Sestetto op. 55 per pianoforte, clarinetto, violino, viola, violoncello e contrabbasso (1945)
- Musica per pianoforte
  - 5 Klavierstücke op. 47 (1941)
  - 6 Studi op. 51 (1943)
- Lieder per canto e pianoforte
  - 6 Jugendlieder (1884-87)
  - 7 Lieder op. 2 (1888-89)
  - 3 Lieder op. 3 (1888-89)
  - 4 Lieder op. 4 (1888-89)
  - 3 Lieder op. 5 (1888-89)
  - 6 Lieder op. 6 (1888-89)
  - 5 Lieder op. 7 (1888-89)
  - 5 Lieder op. 9 (1888-89)
  - 3 Lieder op. 10 (1901)
  - 5 Lieder op. 11 (1901)
  - Untreu und Trost (1903)
  - 4 Lieder op. 15 (1904)
  - An den Mond op. 18 (1906)
  - 2 Lieder op. 19 (1905)
  - 2 Lieder op. 21 (1907)
  - 5 Lieder op. 22 (1907)
  - 4 Lieder op. 24 (1909)
  - 5 Lieder op. 26 (1916)
  - 4 Lieder op. 29 (1922)
  - 4 Lieder op. 30 (1922)
  - 4 Lieder op. 32 (1923)
  - Alte Weisen op. 33 (1923)
  - 6 Liebeslieder op. 35 (1924)
  - 6 Lieder op. 40 (1931)
  - 3 Sonette op. 41 (1931)